# Lakatni mišić
Lakatni mišić (lat. musculus anconeus) kratki je trokutasti mišić stražnje strane podlaktice. Mišić inervira lat. nervus radialis.

## Polazište i hvatište
Mišić polazi s lateralnog nadzglavka (lat. epicondylus lateralis) ramene kosti, ide koso prema medijalno i distalno i hvata se na lateralni rub lakatanog vrha (grč. olecranon) i stražnju stranu lakatne kosti.